# گوتیک شعله‌سان

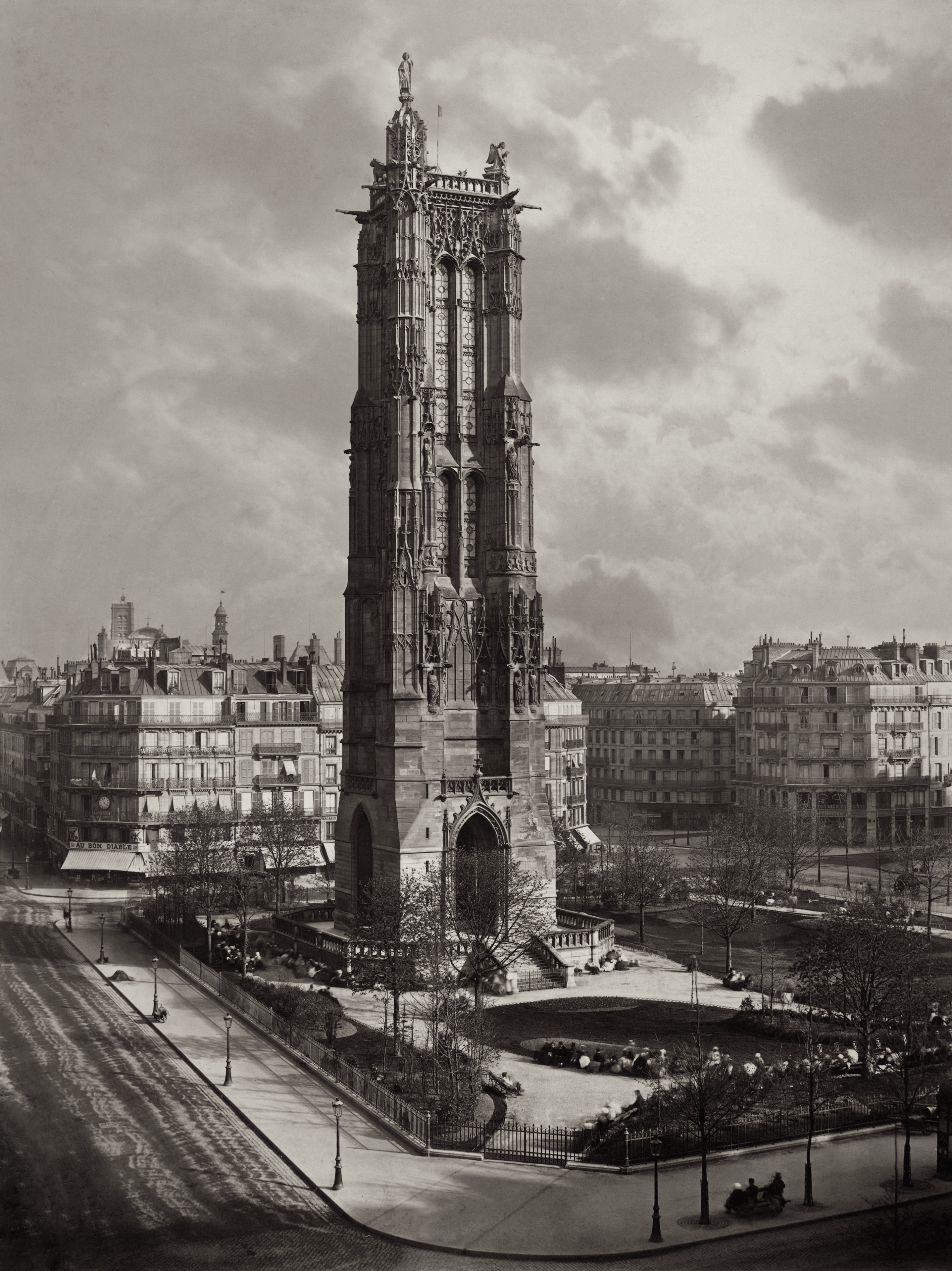
نگاره‌ای تاریخی به سال ۱۸۶۷ میلادی از برج سن-ژاک در منطقه چهارم پاریس. این برج ۵۲ متری، بخشی از کلیسای سن-ژاک بود که در سال ۱۷۹۷ و در جریان انقلاب فرانسه تخریب شد. کلیسا و برجک آن در سبک معماری گوتیک شعله‌سان ساخته‌شده‌است.

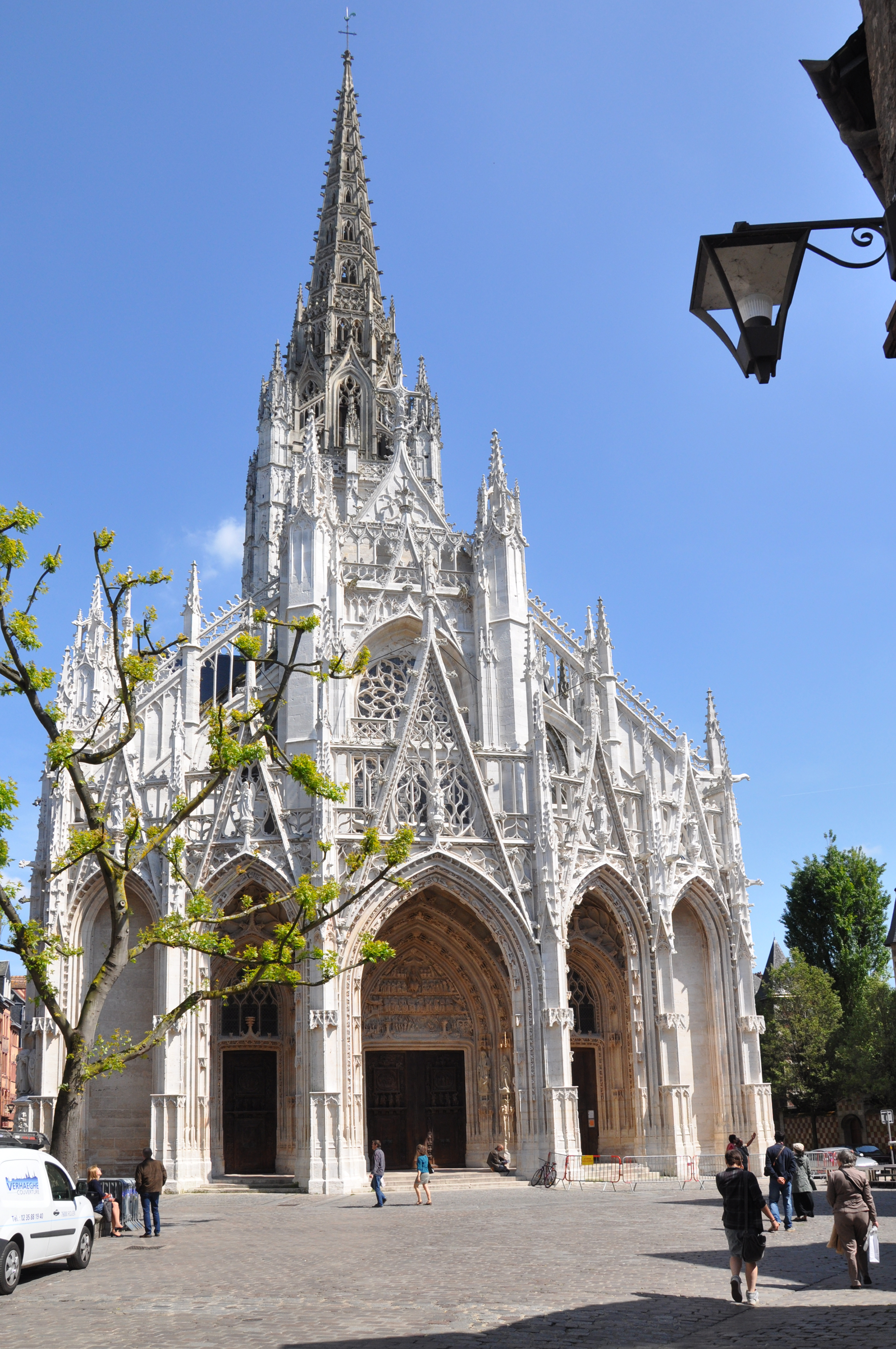
کلیسای سن مکلو روآن، یکی از مهم‌ترین بناهای اواخر قرون وسطی در فرانسه دارای ورودی سرپوشیده خمیده مزین به سنتوری پُرشیب و نقوش پُر پیچ و خم

گوتیک شعله‌سان (انگلیسی: Flamboyant) اصطلاحی است که از حدود سال ۱۳۵۰ میلادی به سَبک درهم پیچیده‌ای از معماری گوتیک در فرانسه گفته شد که تا زمان معماری رنسانس یعنی اوایل سده ۱۶ ادامه یافت. به‌طور عمده در توصیف ساختمان‌های فرانسه استفاده می‌گردد که اغلب آنها کلیسا بودند. از این اصطلاح گاهی در اوایل دوره معماری گوتیک انگلیسی هم استفاده می‌شود که همزمان با تزئینات به کار رفته در سبک گوتیک بود. شاخصه بنیادین گوتیک شعله‌سان، آرایش عناصر فنی و تزئینی بود به دلیل اینکه در حقیقت این سبک، نوآوریِ سازه‌ایِ مهمی ارائه نداده بود. «ترکیب پیچیدگی‌های تزئینی فُرم‌ها و آرایه‌های توری شکل به همراه الگوهای منحنی‌های دوگانه و خطوط پُر پیچ و خم که یادآور شعله هستند» از عناصر بارز این سبک به‌شمار می‌رود.

## نگارخانه

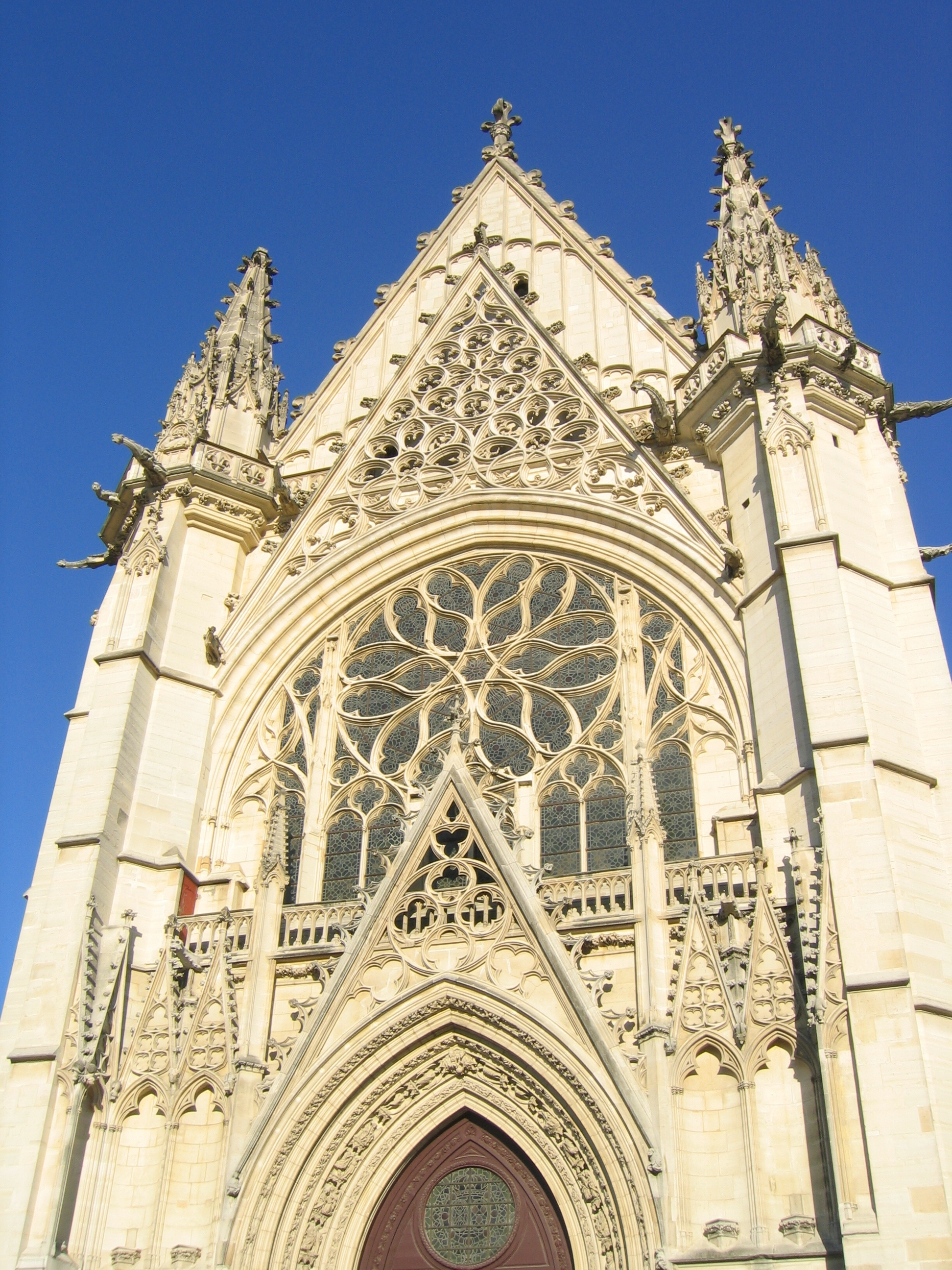
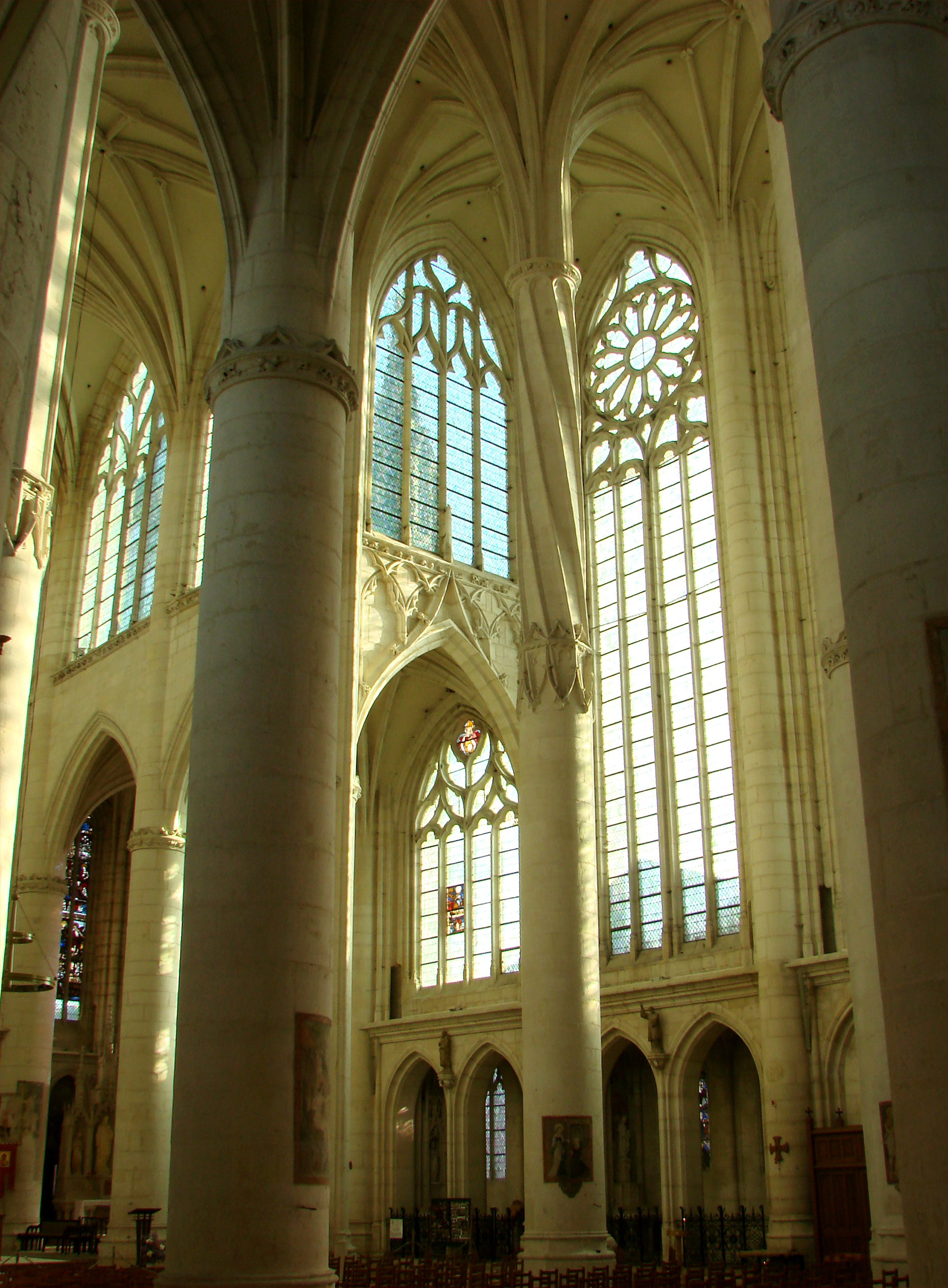
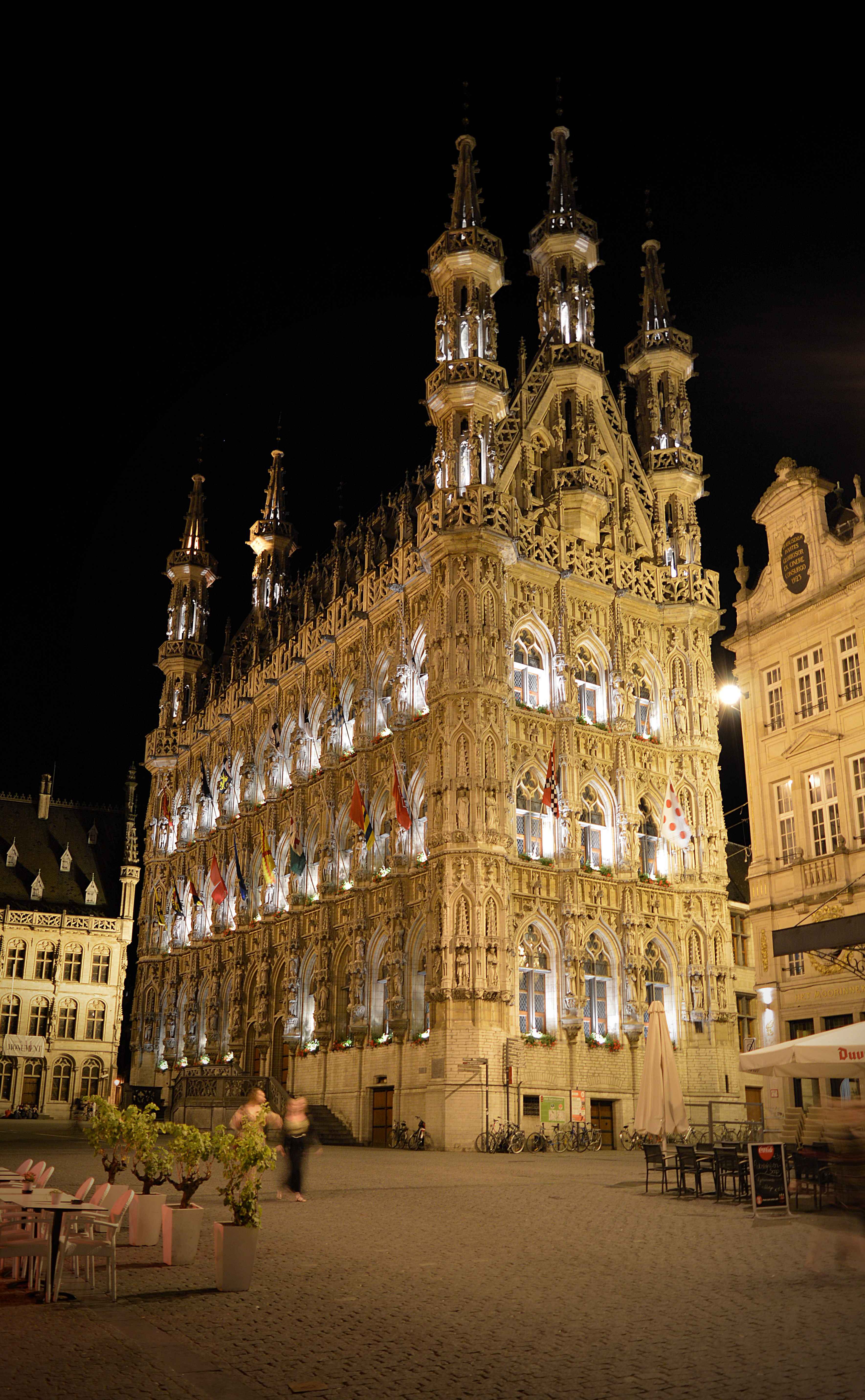
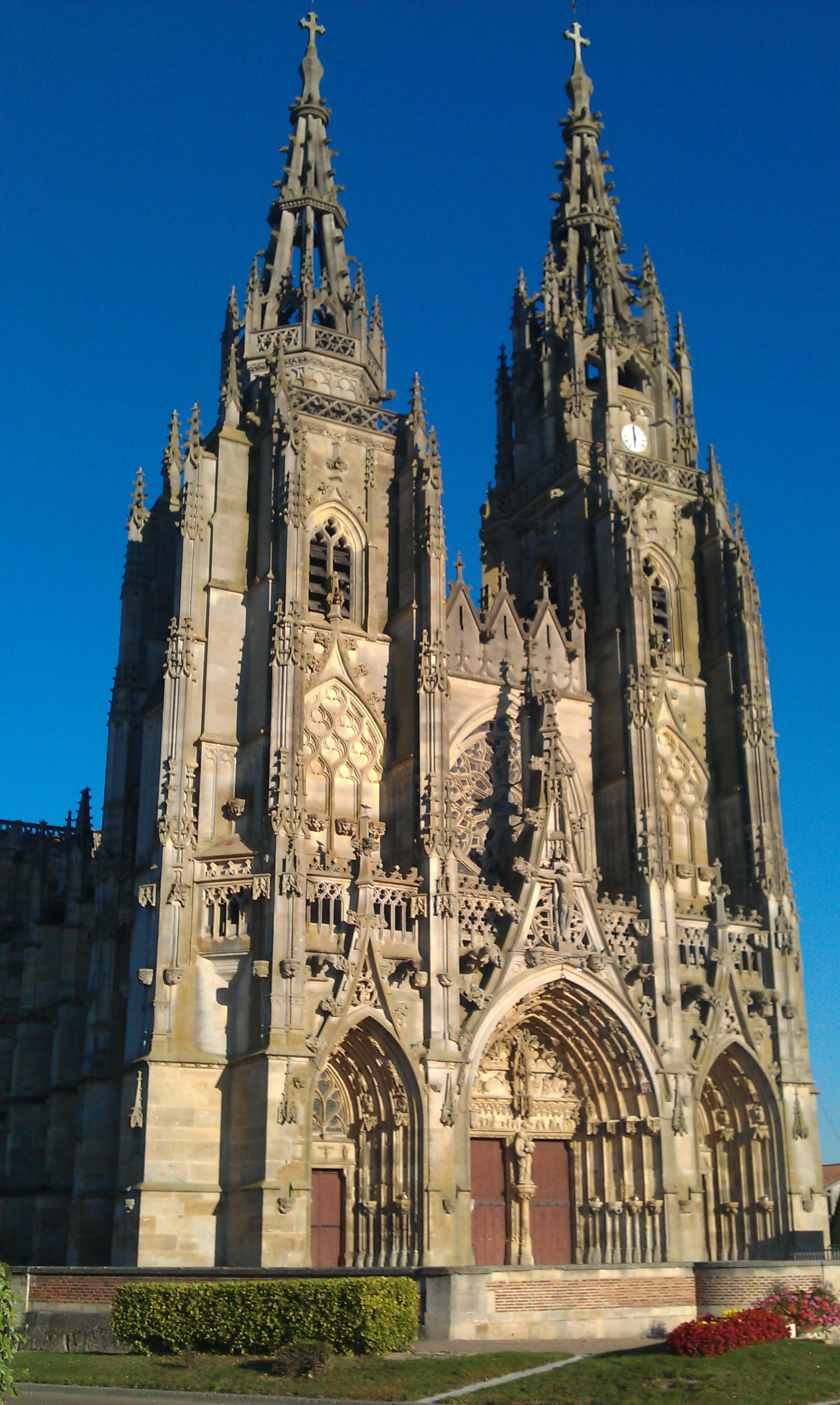
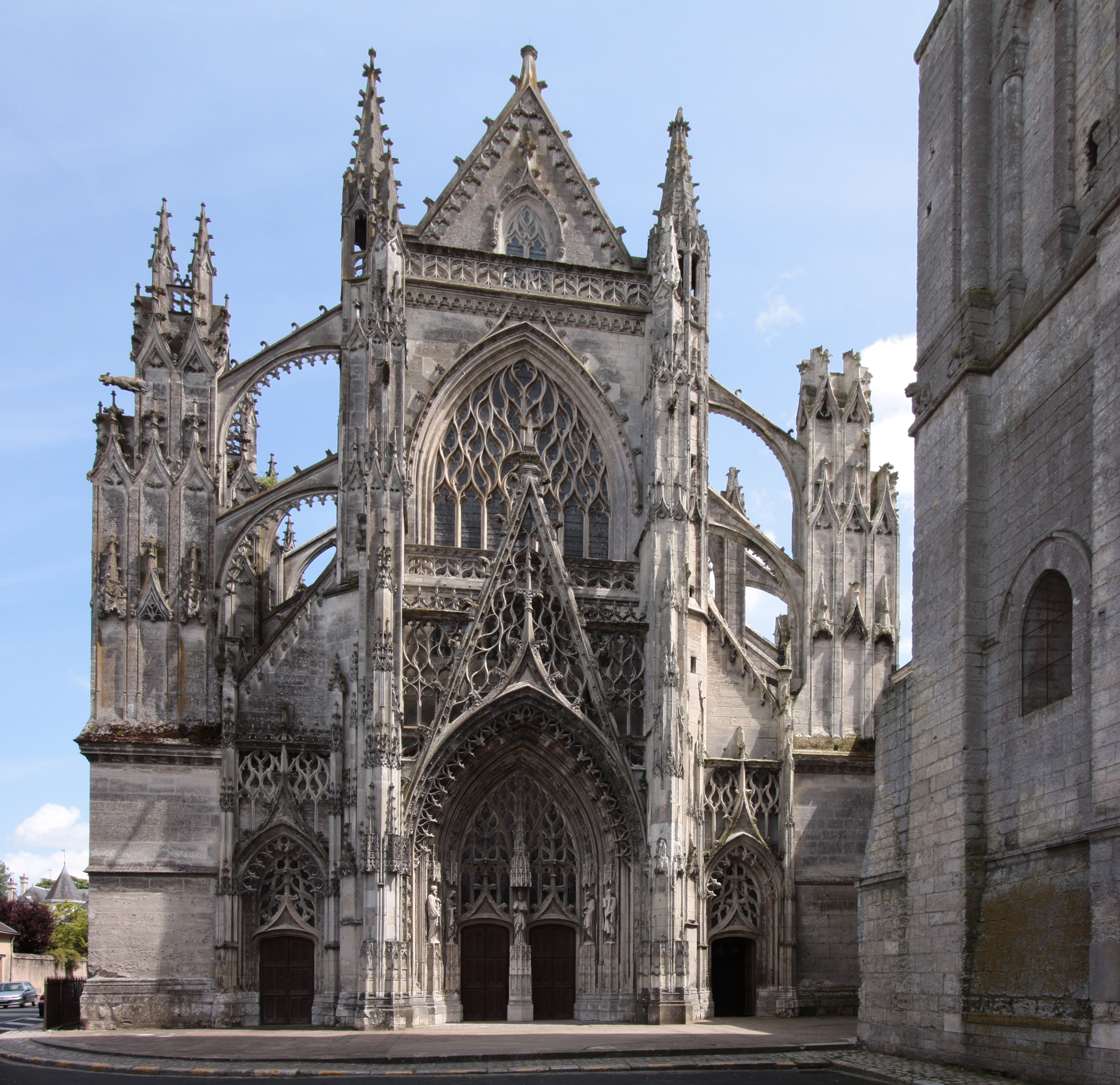
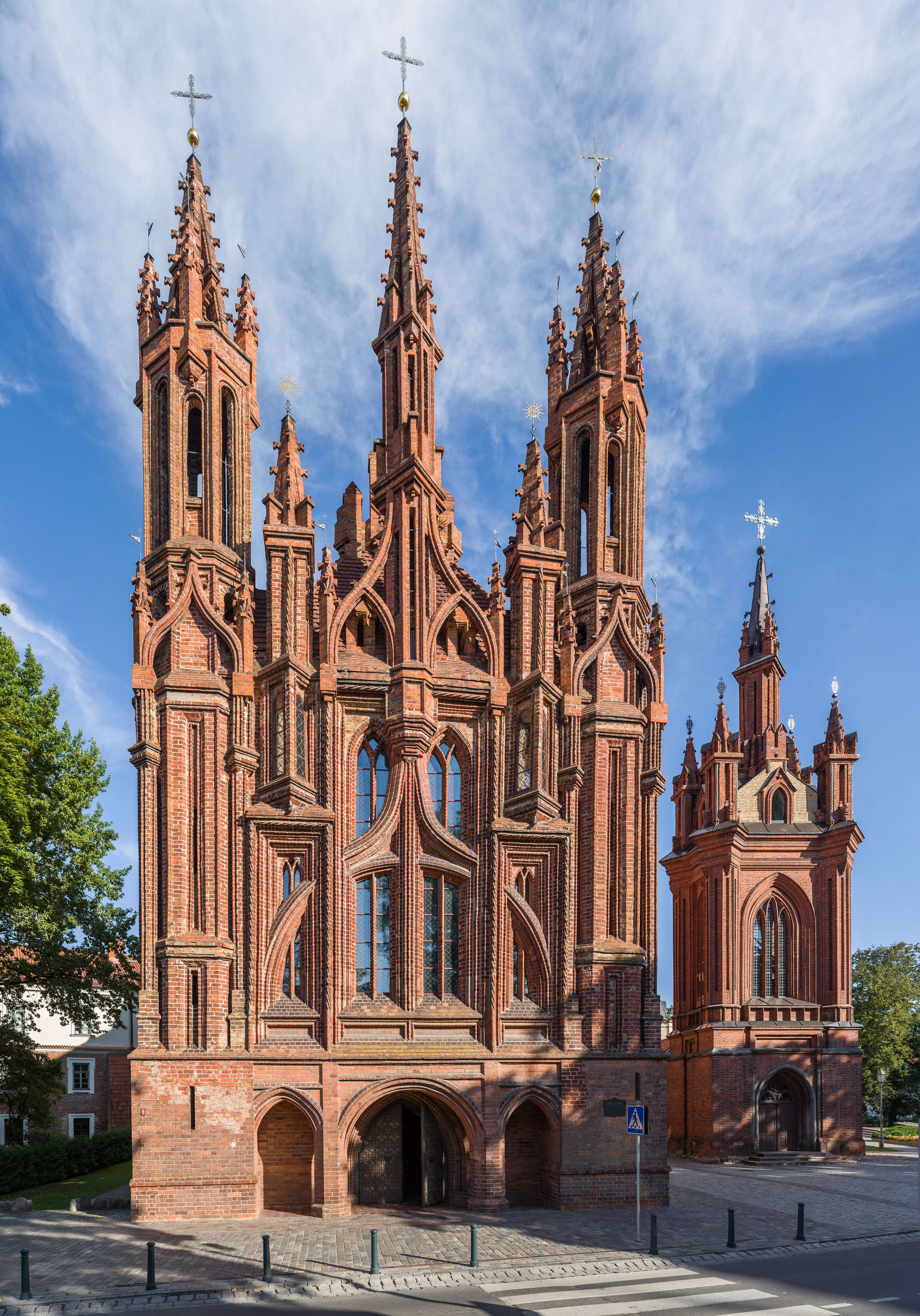
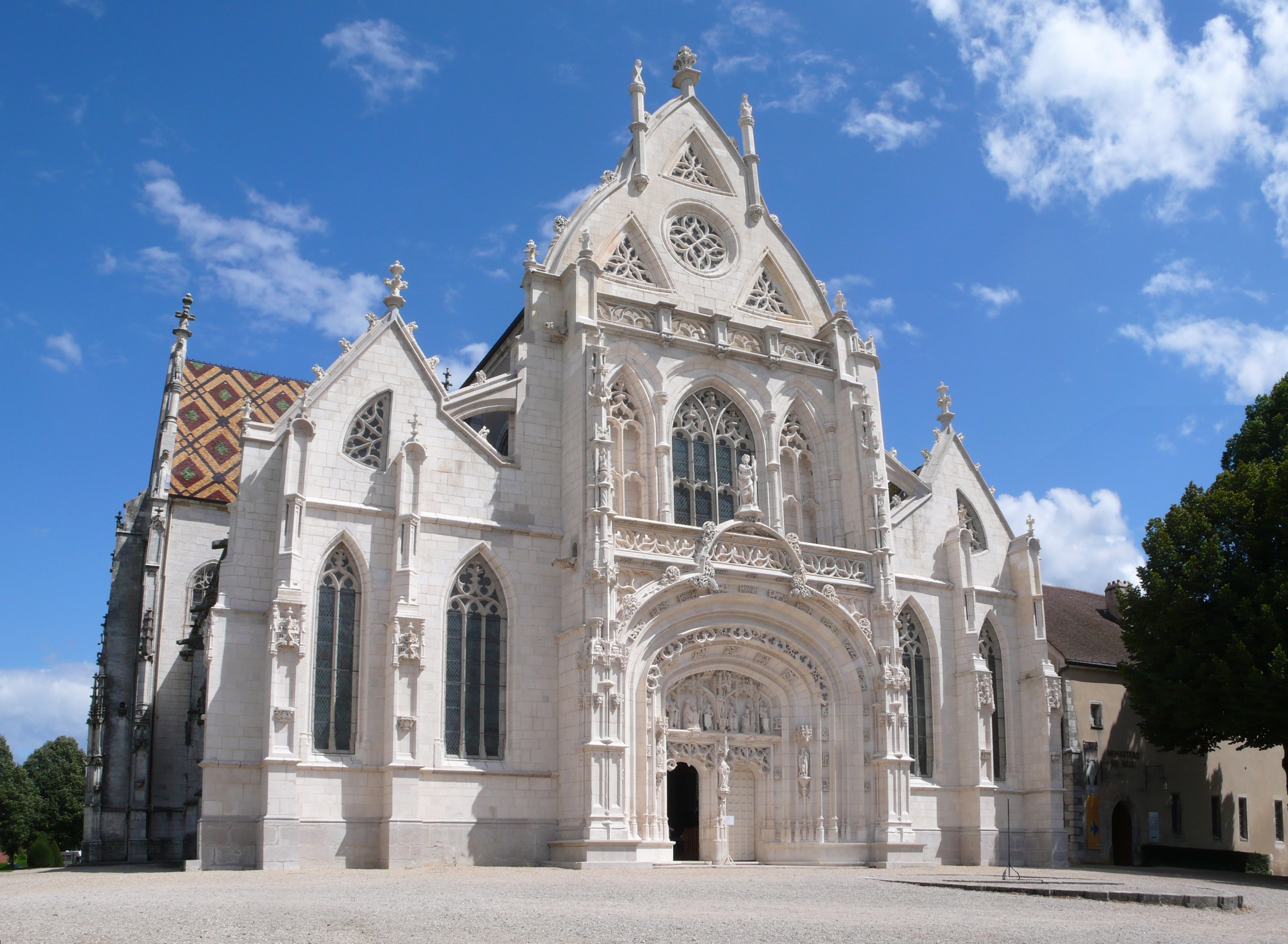